# Oxytropis bobrovii
Oxytropis bobrovii är en ärtväxtart som beskrevs av Boris Fedtjenko. Oxytropis bobrovii ingår i släktet klovedlar, och familjen ärtväxter. Inga underarter finns listade i Catalogue of Life.